# Acyphas
Acyphas is een geslacht van vlinders van de familie spinneruilen (Erebidae), uit de onderfamilie Lymantriinae.

## Soorten
- A. amphideta Turner, 1902
- A. chionitis Turner, 1902
- A. fulviceps Walker, 1855
- A. leptotypa Turner, 1904
- A. leucomelas Walker, 1855
- A. pelodes Lower, 1893